# Neoscleropogon thalpius
Neoscleropogon thalpius là một loài ruồi trong họ Asilidae. Neoscleropogon thalpius được Walker miêu tả năm 1849. Loài này phân bố ở miền Australasia.